# Hongcheon Idu FC
Hongcheon Idu FC (kor. 홍천 이두 FC), klub piłkarski z Korei Południowej, z powiatu Hongch'ŏn-gun w prowincji Kangwŏn, występujący w N-League (2. liga).
Klub zaczął życie pod nazwą INGNEX FC. W 2007 wstąpił do N-League, ale spór z władzami miasta  Yeosu spowodował, że drużyna nie zagrała ani jednego meczu na własnym boisku.
W 2008 firma Idu Construction kupiła klub i przeniosła go do Hongcheon, gdzie klub zagrał swój drugi sezon w N-League pod nazwą Hongcheon Idu FC.
W 2009 z powodu problemów finansowych Hongcheon musiał się wycofać z N-League po trzynastu meczach.